# Grand Prix automobile du Mexique 1988
Résultats du Grand Prix du Mexique de Formule 1 1988 qui a eu lieu sur le circuit de Mexico le 29 mai 1988.

## Classement
| Pos. | No | Pilote             | Écurie               | Tours | Temps/Abandon                      | Grille | Points |
| ---- | -- | ------------------ | -------------------- | ----- | ---------------------------------- | ------ | ------ |
| 1    | 11 | Alain Prost        | McLaren-Honda        | 67    | 1 h 30 min 15 s 737 (196,898 km/h) | 2      | 9      |
| 2    | 12 | Ayrton Senna       | McLaren-Honda        | 67    | + 7 s 104                          | 1      | 6      |
| 3    | 28 | Gerhard Berger     | Ferrari              | 67    | + 57 s 314                         | 3      | 4      |
| 4    | 27 | Michele Alboreto   | Ferrari              | 66    | + 1 tour                           | 5      | 3      |
| 5    | 17 | Derek Warwick      | Arrows-Megatron      | 66    | + 1 tour                           | 9      | 2      |
| 6    | 18 | Eddie Cheever      | Arrows-Megatron      | 66    | + 1 tour                           | 7      | 1      |
| 7    | 19 | Alessandro Nannini | Benetton-Ford        | 65    | + 2 tours                          | 8      |        |
| 8    | 20 | Thierry Boutsen    | Benetton-Ford        | 64    | + 3 tours                          | 11     |        |
| 9    | 29 | Yannick Dalmas     | Larrousse-Ford       | 64    | + 3 tours                          | 22     |        |
| 10   | 26 | Stefan Johansson   | Ligier-Judd          | 63    | + 4 tours                          | 24     |        |
| 11   | 24 | Luis Pérez-Sala    | Minardi-Ford         | 63    | + 4 tours                          | 25     |        |
| 12   | 14 | Philippe Streiff   | AGS-Ford             | 63    | + 4 tours                          | 19     |        |
| 13   | 32 | Oscar Larrauri     | Eurobrun-Ford        | 63    | + 4 tours                          | 26     |        |
| 14   | 31 | Gabriele Tarquini  | Coloni-Ford          | 62    | + 5 tours                          | 21     |        |
| 15   | 9  | Piercarlo Ghinzani | Zakspeed             | 61    | + 6 tours                          | 18     |        |
| 16   | 16 | Ivan Capelli       | March-Judd           | 61    | + 6 tours                          | 10     |        |
| Abd. | 1  | Nelson Piquet      | Lotus-Honda          | 58    | Moteur                             | 4      |        |
| Abd. | 22 | Andrea De Cesaris  | Rial-Ford            | 52    | Embrayage                          | 12     |        |
| Abd. | 2  | Satoru Nakajima    | Lotus-Honda          | 27    | Moteur                             | 6      |        |
| Abd. | 5  | Nigel Mansell      | Williams-Judd        | 20    | Moteur                             | 14     |        |
| Abd. | 10 | Bernd Schneider    | Zakspeed             | 16    | Surchauffe                         | 15     |        |
| Abd. | 6  | Riccardo Patrese   | Williams-Judd        | 16    | Moteur                             | 17     |        |
| Abd. | 25 | René Arnoux        | Ligier-Judd          | 13    | Collision                          | 20     |        |
| Abd. | 36 | Alex Caffi         | Scuderia Italia-Ford | 13    | Collision                          | 23     |        |
| Abd. | 15 | Mauricio Gugelmin  | March-Judd           | 10    | Panne électrique                   | 16     |        |
| Abd. | 30 | Philippe Alliot    | Larrousse-Ford       | 0     | Retrait volontaire                 | 13     |        |
| Nq.  | 3  | Jonathan Palmer    | Tyrrell-Ford         |       | Non qualifié                       |        |        |
| Nq.  | 21 | Nicola Larini      | Osella               |       | Non qualifié                       |        |        |
| Nq.  | 4  | Julian Bailey      | Tyrrell-Ford         |       | Non qualifié                       |        |        |
| Nq.  | 23 | Adrian Campos      | Minardi-Ford         |       | Non qualifié                       |        |        |
| Ex.  | 33 | Stefano Modena     | Eurobrun-Ford        |       | Exclu                              |        |        |

## Pole position et record du tour
- Pole position : Ayrton Senna en 1 min 17 s 468 (vitesse moyenne : 205,447 km/h).
- Meilleur tour en course : Alain Prost en 1 min 18 s 608 au 52e tour (vitesse moyenne : 202,468 km/h).

## Tours en tête
- Alain Prost : 67 (1-67)

## À noter
- 31e victoire pour Alain Prost.
- 59e victoire pour McLaren en tant que constructeur.
- 31e victoire pour Honda en tant que motoriste.
- Stefano Modena est exclu pour aileron arrière non réglementaire.